# حصن سلامة (شبام)
'

تعديل مصدري - تعديل

حصن سلامة هي إحدى قرى عزلة شبام بمديرية شبام التابعة لمحافظة حضرموت، بلغ تعداد سكانها 445 نسمة حسب تعداد اليمن لعام 2004.
جميع سكان حصن سلامة هم أبناء المرحوم سلامة بن جعفر بن طالب الكثيري